# Hörnsten

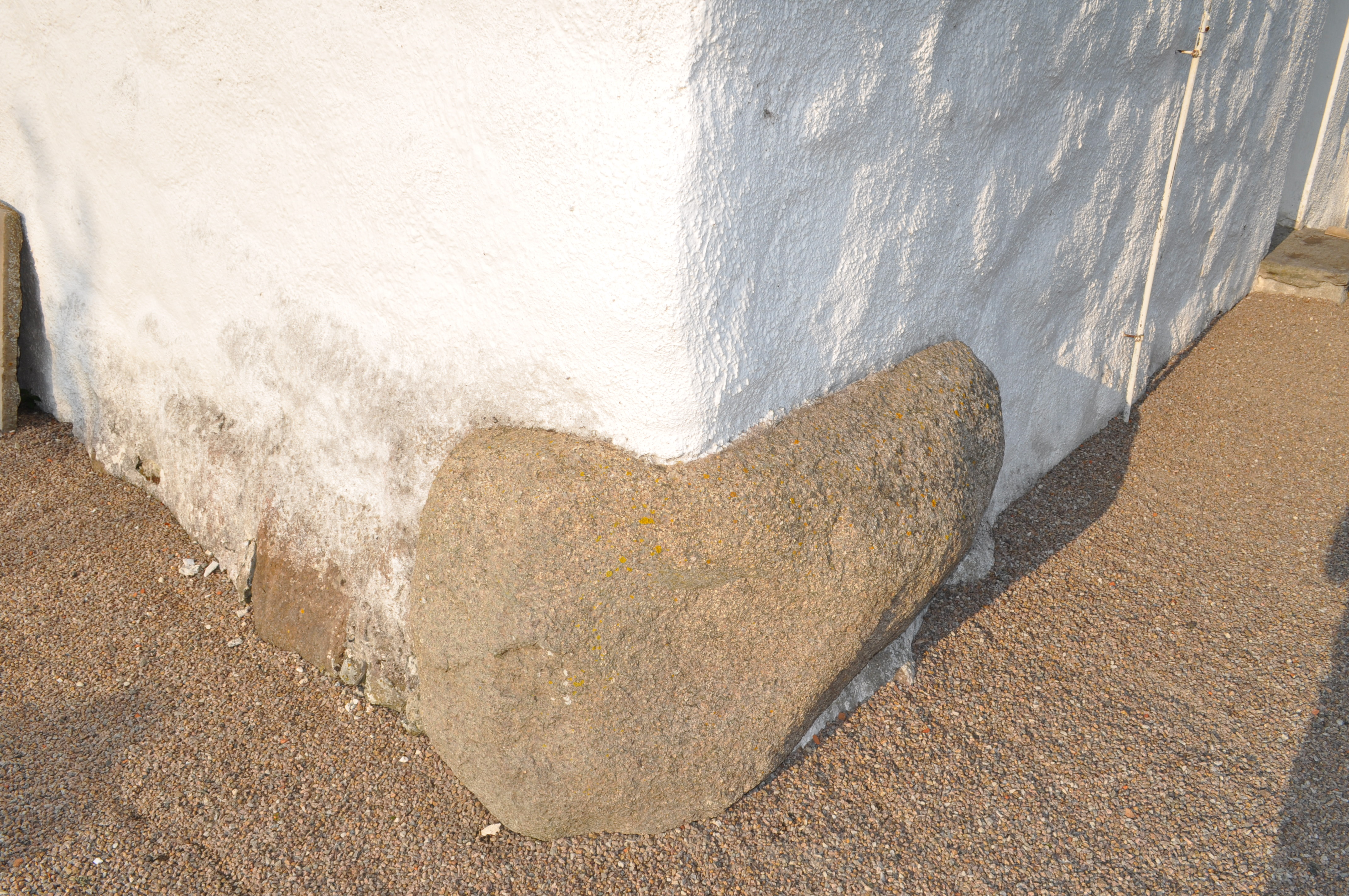
Hörnsten vid Kiaby kyrka

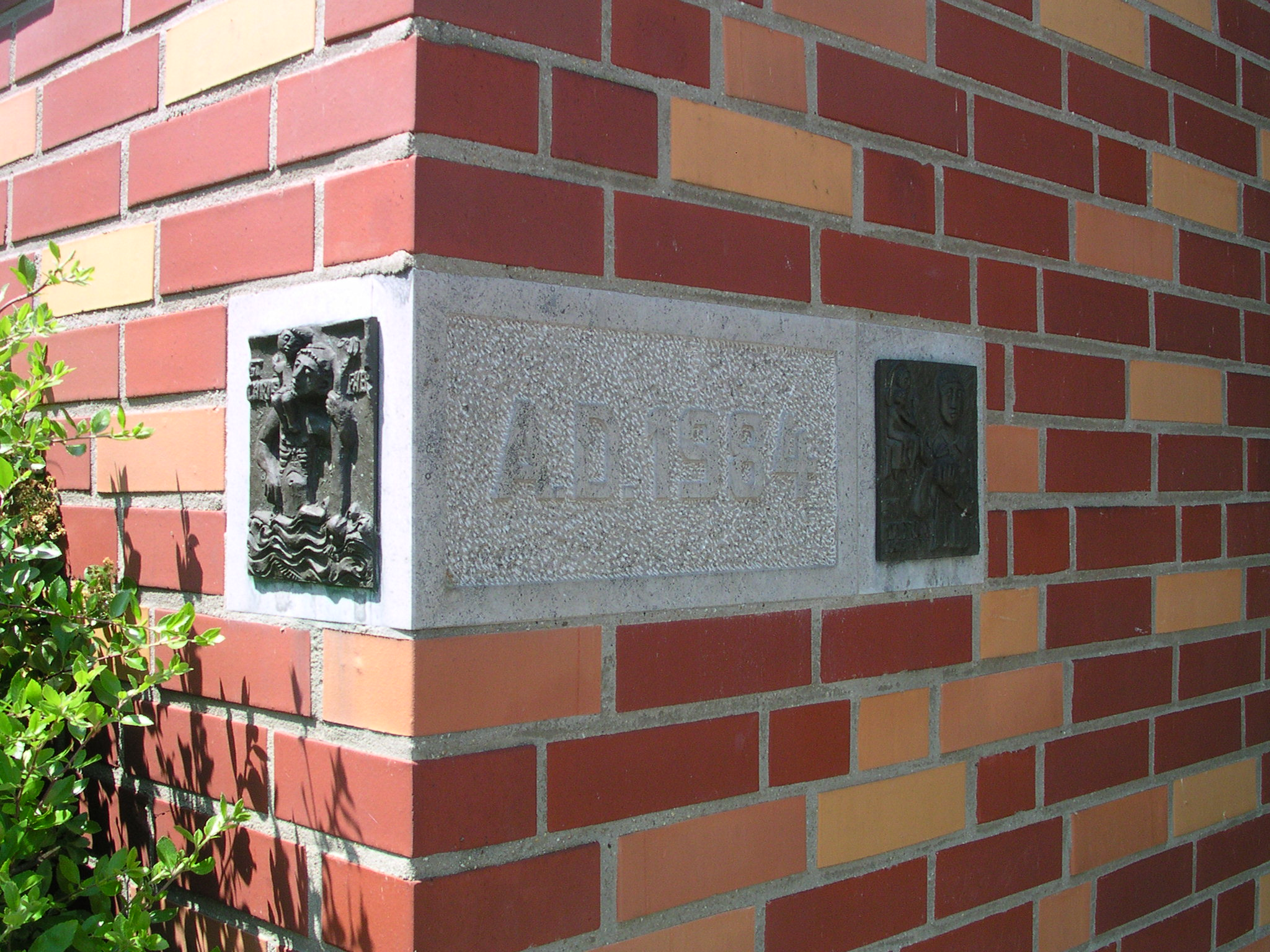
Hörnsten med bronsrelief

Hörnstenar är bearbetade stenar i en byggnads hörn, ibland rusticerade eller på annat sätt gjorda för att märkas genom format eller att de skjuter ut. De kan läggas över varandra i en hörnkedja.
Bildlikt används hörnsten om något eller någon som utgör en fast grund(val) eller  ett säkert stöd, "stöttepelare".

## Bibeln
Begreppet hörnsten är omnämnt på flera ställen i Bibeln, i såväl Gamla som Nya Testamentet.
Exempel: Job 38:6, Psaltaren 118:22, Jesaja 28:16, Matteusevangeliet 21:42, Markusevangeliet 12:10, Lukasevangeliet 20:17 och Apostlagärningarna 4:11. 